# Virada
Una virada és el canvi de direcció que es dona a una embarcació en moviment per tal de canviar l'orientació de la seva trajectòria. Hi ha les virades per avant fetes durant les bordades i les virades per popa o trabujades, que normalment es fan en una empopada, o navegant al llarg.

## Tipus de virada

### Trabujada

Trabujada (simplificada)

La maniobra de trabujada, significa el que passa quan navegant amb vent de popa, tot prenent la vela major el vent per l'aleta aquesta canvia d'amura per si mateixa de forma descontrolada, d'una manera accidental. Els usos i costums han fet d'aquest terme un sinònim de virada per popa (també coneguda com a virada en rodó), encara que en aquesta maniobra la vela és portada a l'altra banda per la tripulació de forma controlada, evitant la maniobra intempestiva.

### Virada per avant

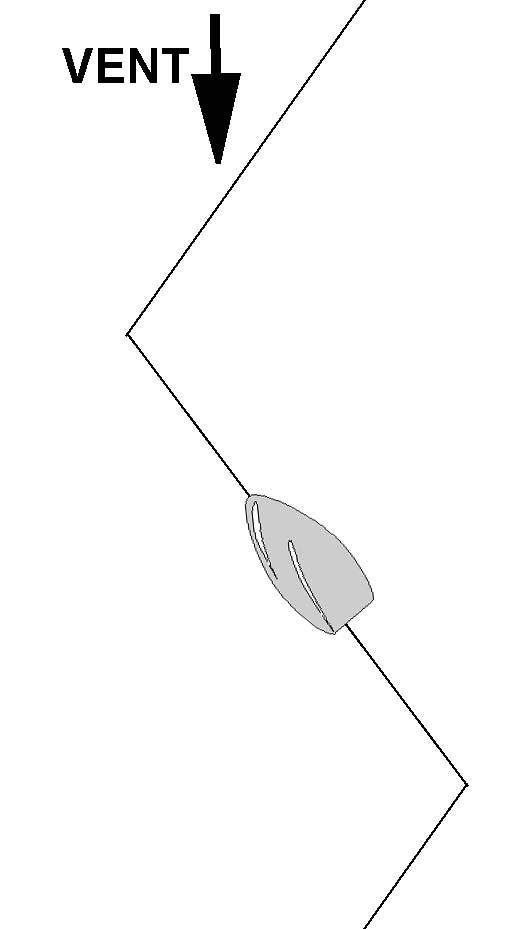
virada per avant

Virada per avant o virada per proa, és el canvi de direcció que es dona a un iot en moviment en el sentit cap on bufa el vent. Ve per tant usada, per exemple navegant de bolina, per canviar d'amura entre un bordada i l'altra.
En la pràctica, la virada per avant es fa cap a babord o a estribord en funció de l'amura de la vela (si està amurada a babord, es vira a babord i viceversa). Aquesta maniobra de canvi de direcció s'efectua portant la proa cap al lloc d'on ve el vent, fent més petit l'angle de bolina fins al canvi del costat d'on bufa el vent sobre les veles, passant al bord oposat amb el consegüent canvi d'amura de les veles a l'amura oposada.